# 2970 Pestalozzi
2970 Pestalozzi eller 1978 UC är en asteroid i huvudbältet som upptäcktes den 27 oktober 1978 av den Schweiziska astronomen Paul Wild vid Observatorium Zimmerwald. Den har fått sitt namn efter Schweizaren Johann Heinrich Pestalozzi.
Asteroiden har en diameter på ungefär 6 kilometer och den tillhör asteroidgruppen Eunomia.